# Centrarchus macropterus
Centrarchus macropterus е вид бодлоперка от семейство Centrarchidae. Видът не е застрашен от изчезване.

## Разпространение и местообитание
Разпространен е в САЩ.
Среща се на дълбочина от 0,3 до 0,8 m.

## Описание
На дължина достигат до 29,2 cm, а теглото им е максимум 560 g.
Продължителността им на живот е около 6 години. Популацията на вида е стабилна.